# Mormodes claesiana
Mormodes claesiana là một loài thực vật có hoa trong họ Lan. Loài này được Pabst mô tả khoa học đầu tiên năm 1968.